# Бабляк Віталій Петрович
Віта́лій Петро́вич Бабля́к (* 21 серпня 1951, село Миньківці, нині Дунаєвецького району Хмельницької області — 24 травня 2011, Кам'янець-Подільський) — український журналіст, краєзнавець. Член Національної спілки журналістів України (1986).

## Біографічні відомості
1972 року закінчив історичний факультет Кам'янець-Подільського педагогічного інституту (нині Кам'янець-Подільський національний університет).
У 1972—1975, 1978—1986 роках працював у державному архіві (Кам'янець-Подільський) — науковий співробітник, заступник директора.
У 1975—1978 роках був секретарем комітету комсомолу Кам'янець-Подільського ПТУ № 6.
У 1986—1991 роках працював у газеті «Прапор Жовтня» (кореспондент, завідувач агропромислового відділу), у 1991—1992 роках — в газеті «Кам'янець-Подільський вісник» (виконувач обов'язків редактора, редактор).
Один із засновників (від 1996 року — єдиний) і незмінний головний редактор (з часу заснування у грудні 1992 року) першої в місті приватної газети «Подолянин». Із газети, що спочатку виходила двічі на тиждень на чотирьох сторінках і мала наклад 2 тисячі примірників, зумів перетворити «Подолянин» на найпопулярніший місцевий тижневик з обсягом 36 сторінок і накладом у 13—15 тисяч примірників щоп'ятниці.
У 1998—2000 роках був депутатом Кам'янець-Подільської міської ради (обрано 29 березня 1998 року; на початку 2000 року добровільно склав повноваження).

## Краєзнавчі публікації
Автор низки краєзнавчих публікацій у газетах «Прапор Жовтня» (Кам'янець-Подільський), «Радянське Поділля» (Хмельницький), у наукових збірниках. Серед досліджуваних проблем — діяльність народницьких організацій у 1870—1880-х роках на Поділлі і, зокрема, участь у них Михайла Коцюбинського.
- Росія рука подала: Сторінки минулого // Прапор Жовтня. — 1972. — 18 листопада. — С. 4.
- Уральцям-гвардійцям — наше спасибі // Прапор Жовтня. — 1972. — 26 грудня. — С. 3.
- Г. І. Петровський на Кам'янеччині: Сторінки історії // Прапор Жовтня. — 1973. — 7 грудня. — С. 4.
- Коцюбинський у Кам'янці-Подільському: До 120-річчя з дня народження письменника: Орбіта краєзнавця // Прапор Жовтня. — 1984. — 15 вересня. — С. 4.
- Організатор «Подільської дружини» // Радянське Поділля. — 1973. — 6 лютого.
- Кіно на Поділлі // Радянське Поділля. — 1981. — 14 жовтня.
- Газети 20—30-х років // Радянське Поділля. — 1983. — 24 червня.
- Адміністративно-територіальна реформа 1923 р. на Хмельниччині // Тези доповідей обласної наукової конференції «Проблеми історичної географії Поділля». — Кам'янець-Подільський, 1982. — С. 24—26.

Один з упорядників збірника документів і матеріалів «Соціалістичне будівництво на Хмельниччині. 1921—1941» (Львів, 1983) .